# Daddy DJ
Daddy DJ ist eine Tanz- und Gesangs-Formation aus Frankreich und besteht aus den Bandmitgliedern David Le Roy, Jean-Christophe Berval und Charly Merkiled.

## Geschichte
Jean-Christophe Berval arbeitete als Dozent an der französischen Sound-Engineering-Schule in Paris, wo David Le Roy studierte. Die beiden verstanden sich so gut, dass sie bald darauf Daddy DJ gründeten. Drittes Bandmitglied wurde Charly Merkiled, der aus Martinique stammt und dort bereits in seiner Jugend beim Schulradio arbeitete.
Die Debüt-Single Daddy DJ landete auf Platz 2 der französischen Charts, hielt sich dort zehn Wochen lang und erreichte Diamant-Status. In Deutschland schaffte es der Song im Herbst 2001 bis auf Platz 7, in Österreich bis auf Platz 8. Auch in einigen anderen Ländern Europas wurde der Song ein Hit. In der Schweiz erreichte die Single nur Platz 22 der Charts, auch mit den Nachfolge-Singles The Girl In Red, die Platz 41 erreichte, und Over You, welche den 96. Platz erreichen konnte, war Daddy DJ hier nicht wirklich erfolgreich.
Der Track Daddy DJ wurde bis heute etliche Male gecovert. So wurde die Melodie in den Liedern All I Ever Wanted von Basshunter und Take It to the Limit von Max K. und Gerald G! gesamplet. Die Cover-Versionen konnten meist an den Erfolg des Originals anschließen oder sogar höhere Chartplatzierungen erreichen.
2012 versuchte die Band ein Comeback mit dem Album Folder. Außerdem erschien ein Remix des alten Daddy DJ-Hits auf dem britischen Clubland-Sampler. Der Erfolg dieser neuen Veröffentlichungen blieb jedoch aus und die Band ist bis heute weitgehend ein One-Hit-Wonder.

## Diskografie

### Studioalben
| Jahr | Titel Musiklabel                  | Höchstplatzierung, Gesamtwochen, AuszeichnungChartplatzierungen (Jahr, Titel, Musiklabel, Platzierungen, Wochen, Auszeichnungen, Anmerkungen) | Höchstplatzierung, Gesamtwochen, AuszeichnungChartplatzierungen (Jahr, Titel, Musiklabel, Platzierungen, Wochen, Auszeichnungen, Anmerkungen) | Anmerkungen                             |
| Jahr | Titel Musiklabel                  | CH | FR | Anmerkungen                             |
| ---- | --------------------------------- | --- | --- | --------------------------------------- |
| 2001 | Let Your Body Talk R.K.G. Records | CH70 (2 Wo.)CH | FR43 (10 Wo.)FR | Erstveröffentlichung: 10. Dezember 2001 |
| 2012 | Folder Made In Music              | — | — | Erstveröffentlichung: 10. Dezember 2012 |

### Singles
| Jahr | Titel Album                        | Höchstplatzierung, Gesamtwochen, AuszeichnungChartplatzierungen (Jahr, Titel, Album, Platzierungen, Wochen, Auszeichnungen, Anmerkungen) | Höchstplatzierung, Gesamtwochen, AuszeichnungChartplatzierungen (Jahr, Titel, Album, Platzierungen, Wochen, Auszeichnungen, Anmerkungen) | Höchstplatzierung, Gesamtwochen, AuszeichnungChartplatzierungen (Jahr, Titel, Album, Platzierungen, Wochen, Auszeichnungen, Anmerkungen) | Höchstplatzierung, Gesamtwochen, AuszeichnungChartplatzierungen (Jahr, Titel, Album, Platzierungen, Wochen, Auszeichnungen, Anmerkungen) | Anmerkungen                                                |
| Jahr | Titel Album                        | DE | AT | CH | FR | Anmerkungen                                                |
| ---- | ---------------------------------- | --- | --- | --- | --- | ---------------------------------------------------------- |
| 2001 | Daddy DJ Let Your Body Talk        | DE7 (24 Wo.)DE | AT8 (25 Wo.)AT | CH22 (13 Wo.)CH | FR2 Diamant · (34 Wo.)FR | Erstveröffentlichung: 22. Juni 2000                        |
| 2001 | The Girl In Red Let Your Body Talk | — | — | CH41 (10 Wo.)CH | FR10 Gold · (22 Wo.)FR | Erstveröffentlichung: 8. Oktober 2001                      |
| 2001 | Over You Let Your Body Talk        | DE79 (4 Wo.)DE | AT49 (6 Wo.)AT | CH96 (1 Wo.)CH | FR29 (17 Wo.)FR | Erstveröffentlichung: 3. Dezember 2001                     |
| 2022 | We Could Be Together –             | — | — | — | FR96 Gold · (8 Wo.)FR | Erstveröffentlichung: 3. Juni 2022 mit LUM!X & Gabry Ponte |

## Auszeichnungen für Musikverkäufe
| Goldene Schallplatte - Dänemark - 2001: für die Single Daddy DJ Platin-Schallplatte - Norwegen - 2001: für die Single Daddy DJ | 2× Platin-Schallplatte - Belgien - 2001: für die Single Daddy DJ - Schweden - 2001: für die Single Daddy DJ |

Anmerkung: Auszeichnungen in Ländern aus den Charttabellen bzw. Chartboxen sind in ebendiesen zu finden.
| Land/RegionAuszeichnungen für Musikverkäufe (Land/Region, Auszeichnungen, Verkäufe, Quellen) | Gold     | Platin     | Diamant  | Verkäufe  | Quellen              |
| -------------------------------------------------------------------------------------------- | -------- | ---------- | -------- | --------- | -------------------- |
| Belgien (BRMA)                                                                               | —        | 2× Platin2 | —        | 100.000   | ultratop.be          |
| Dänemark (IFPI)                                                                              | Gold1    | —          | —        | 10.000    | musik.org            |
| Frankreich (SNEP)                                                                            | 2× Gold2 | —          | Diamant1 | 1.100.000 | snepmusique.com      |
| Norwegen (IFPI)                                                                              | —        | Platin1    | —        | 20.000    | ifpi.no              |
| Schweden (IFPI)                                                                              | —        | 2× Platin2 | —        | 60.000    | sverigetopplistan.se |
| Insgesamt                                                                                    | 3× Gold3 | 5× Platin5 | Diamant1 |           |                      |